# D-10T

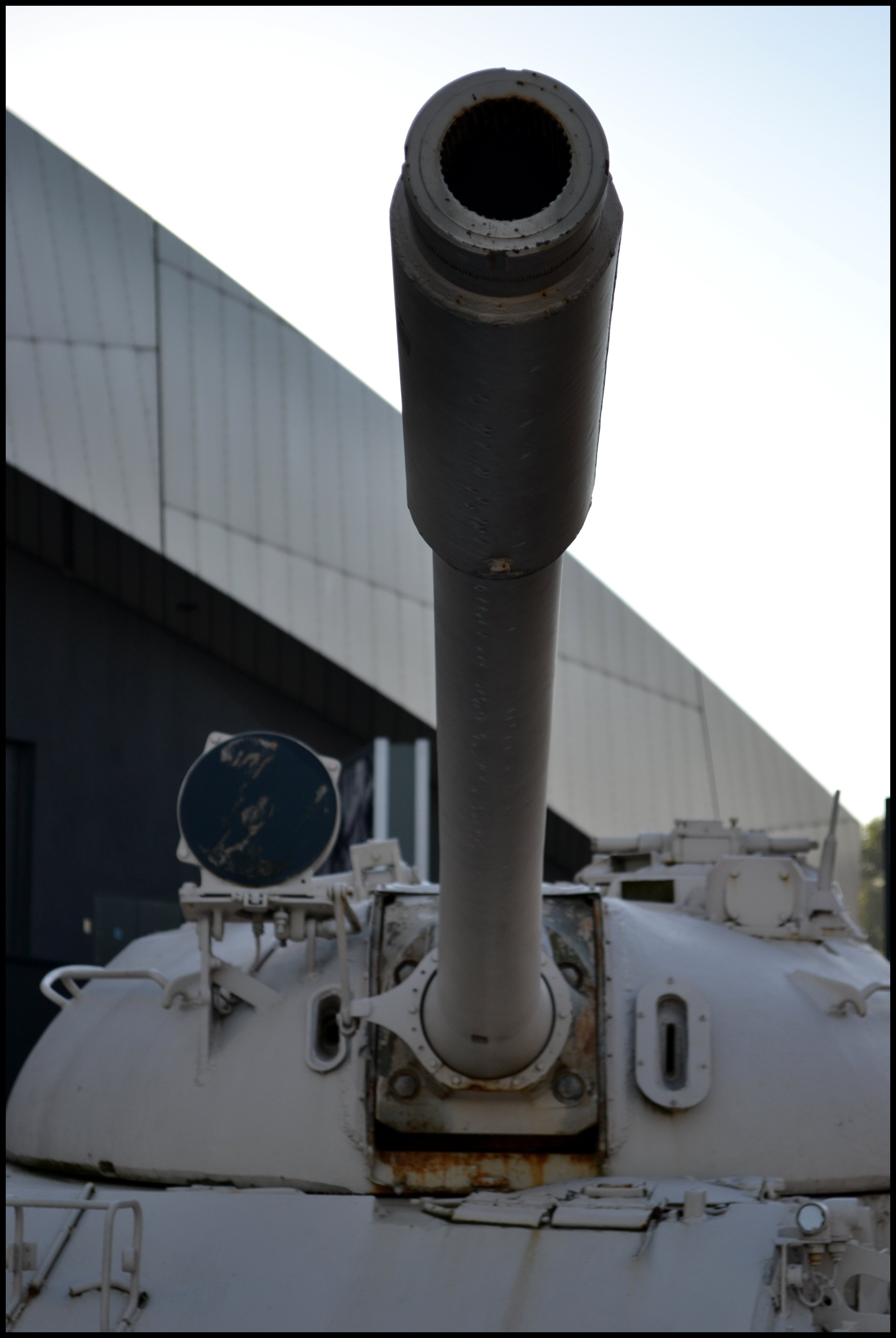

Die D-10T ist eine sowjetische Kampfwagenkanone im Kaliber 100 mm. Sie ist die Hauptwaffe der mittleren Panzer T-54 und T-55.

## Entwicklung
Die D-10 wurde 1943 bei Uralmasch von Konstrukteur F. F. Petrow als Bewaffnung für Jagdpanzer und künftige mittlere Panzer aus der Marinekanone B-34 entwickelt. Beide Varianten werden durch das Suffix (T für Tank=Panzer und S=Selbstfahrlafette) unterschieden. Die technischen Unterschiede sind gering und beschränken sich hauptsächlich auf den Verschluss.
Im Laufe der Zeit wurde die Kanone immer wieder verbessert und u. a. mit einem Rauchabsauger sowie verschiedenen Stabilisatoren ausgestattet. Die Durchschlagsleistung der D-10 konnte durch die Entwicklung neuer Munitionsarten und die Einführung von Rohrraketen von etwa 150 mm RHA auf 600–850 mm RHA gesteigert werden.

## Beschreibung

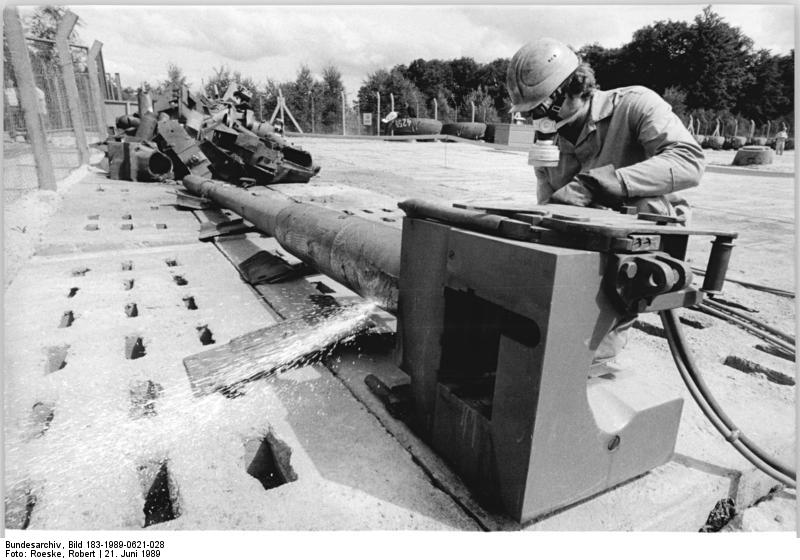
Ausgebaute D-10T2S eines T-55A, der im Zuge der Abrüstung verschrottet wird

Die D-10 ist eine halbautomatische Kanone im Kaliber 100 mm. Sie besteht aus den Baugruppen Rohr mit Ejektor, Bodenstück mit Verschluss sowie Rohrwiege, Brems- und Rückholvorrichtung und Abfeuereinrichtung. Das gezogene Rohr hat eine Länge von 56 Kalibern („10-cm-KwK L/56“). Sie hat 40 Züge, ist in einer Rohrwiege gelagert und mit einem Flachkeilverschluss ausgestattet.

## Technische Daten
| Kaliber                    | 100 mm                       |
| Länge Rohr mit Bodenstück  | 5608 mm                      |
| Länge Rohr ohne Bodenstück | 5350 mm                      |
| Zuglänge                   | 4630 mm                      |
| Dralllänge                 | L/30                         |
| Masse mit Verschluss       | 1430 kg                      |
| Rohrrücklauf               | normal 490 mm, (max. 570 mm) |
| Schussfolge                | normal 4–6/min, (max. 7/min) |

## Varianten

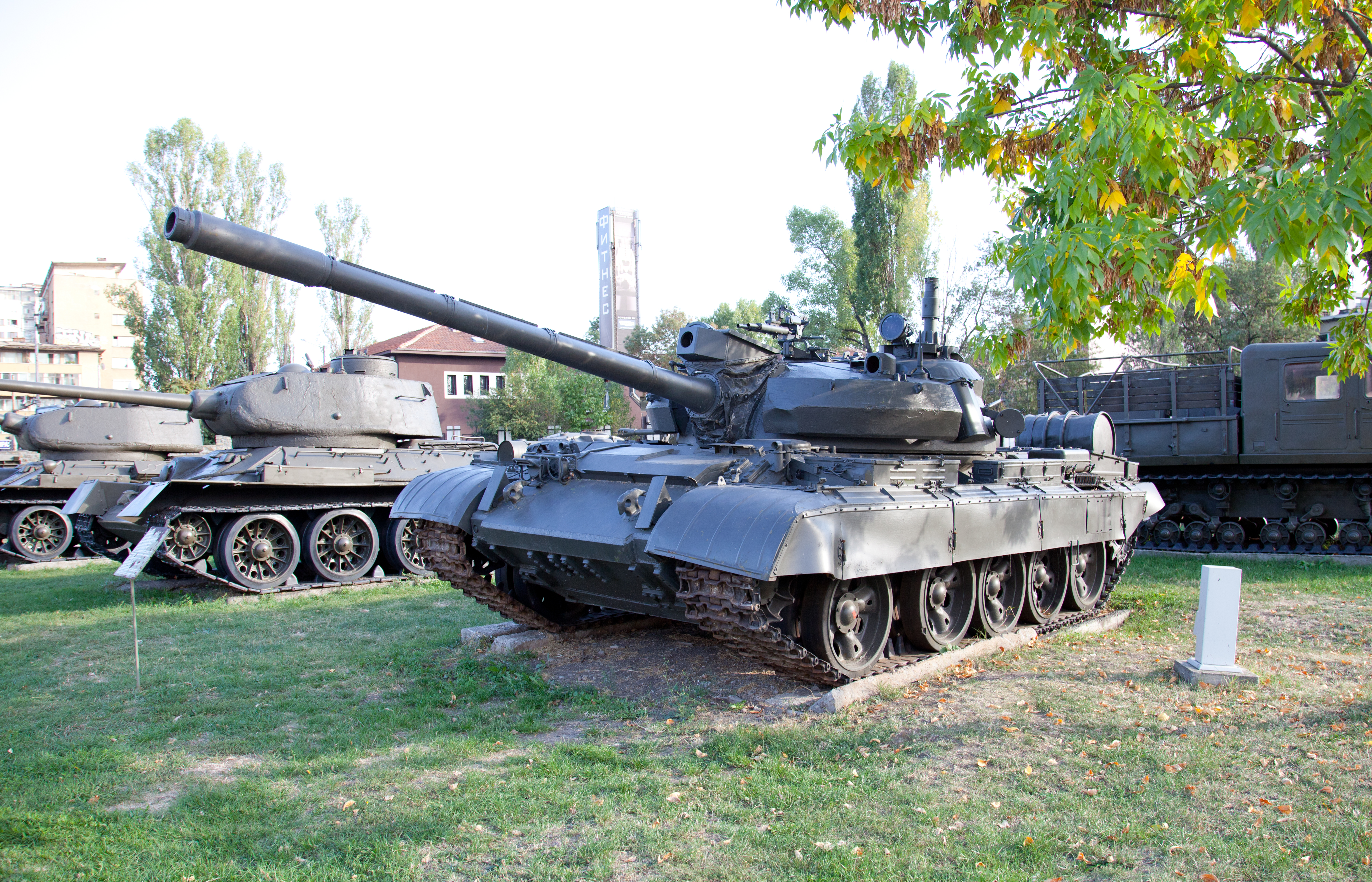
D-10T2S mit Wärmeschutzhülle an einem bulgarischen T-55AM2

| Bezeichnung     | GAU-Index                      | Jahr | Verwendung                           | Bemerkung                                                                                                |
| --------------- | ------------------------------ | ---- | ------------------------------------ | --- |
| D-10S           | 52-PS-412 (russisch 52-ПС-412) | 1944 | SU-100                               | unstabilisiert                                                                                           |
| D-10T           | 52-PT-412 (52-ПТ-412)          | 1944 | T-34-100, T-44-100, T-54 Muster 1945 | unstabilisiert                                                                                           |
| D-10T Version 1 |                                | 1946 | T-54                                 | unstabilisiert                                                                                           |
| D-10T2          | 52-PT-412-2 (52-ПТ-412-2)      | 1950 | T-54                                 | unstabilisiert                                                                                           |
| D-10TG          | 52-PT-412S (52-ПТ-412С)        | 1954 | T-54A, T-54AM                        | Ein-Achsen-Stabilisator STP-1 (Gorisont, russisch горизо́нт, „Horizont“) (vertikale Achse), Rauchabsauger |
| D-10T2S         | 52-PT-412-D (52-ПТ-412Д)       | 1956 | T-54B, T-54M, T-55, T-55A            | Zwei-Achsen-Stabilisator STP-2 Zyklon, Rauchabsauger                                                     |
| D-10T2S         | 52-PT-412-D (52-ПТ-412Д)       | 1983 | T-55AM2, T-55AD, T-55AMW, T-55M      | mit Wärmeschutzhülle                                                                                     |

## Munition
| Bezeichnung                             | Jahr  | Anfangsgeschwindigkeit (in m/s) | Durchschlagsleistung, (mm RHA) | Durchschlagsleistung, (mm RHA) |
| Bezeichnung                             | Jahr  | Anfangsgeschwindigkeit (in m/s) | 60° / 500 m                    | 90° / 1500 m                   |
| --------------------------------------- | ----- | ------------------------------- | ------------------------------ | ------------------------------ |
| UBR-412 (PzGr. m. Leuchtspur; APBCTE)   | ≈1943 | 895                             | 125                            | 115                            |
| UBR-412B (PzGr. m. Leuchtspur; APBCTE)  |       | 895                             | 130                            | 135                            |
| UBR-412D (PzGr. m. Leuchtspur)          |       | 887                             | 150                            | 170                            |
| OF-412 (Splittersprenggranate; HE-FRAG) |       | 900                             |                                |                                |
| BK-5 (Hohlladung; HEAT-FS)              |       | 900                             |                                | 375                            |
| BM-8 (Unterkaliber; APDS)               |       | 1415                            |                                |                                |
| BM-20 (Unterkaliber; APDS-FS)           |       | 1430                            |                                |                                |
| 3UBK10-1 (Hohlladungs-Rohrakete)        | 1981  | 370 (mittl.)                    |                                | 600 / 4000 m                   |
| 3UBK10M (Tandemhohlladungs-Rohrakete)   | 1993  | 370 (mittl.)                    |                                | 750 / 5500 m                   |
| 3UBK23 (Tandemhohlladungs-Rohrakete)    | 2005  | 370 (mittl.)                    |                                | 850 / 6000 m                   |